# 災害対策本部
災害対策本部（さいがいたいさくほんぶ）とは災害が発生し、又は災害が発生するおそれがある場合に国又は地方公共団体に臨時に設置される機関。

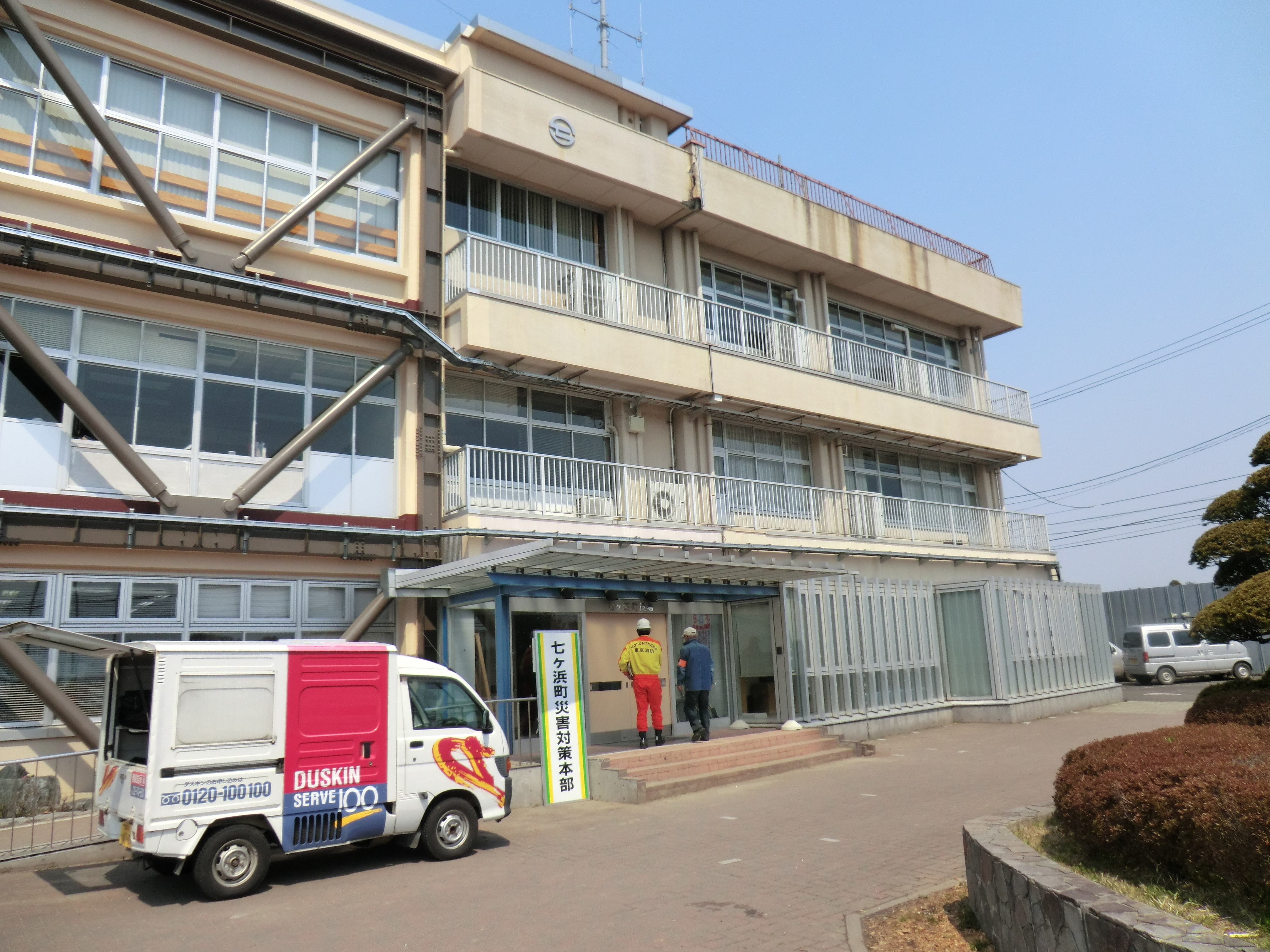
2011年4月、東日本大震災により災害対策本部が設置された宮城県七ヶ浜町役場

## 一覧
主に災害対策基本法（以下「法」）により規定されているが、原子力災害対策特別措置法によって規定されている災害対策本部もある。

### 災害対策本部
災害が発生した、または発生するおそれがある場合に法第23条または第23条の2により地方公共団体が地域防災計画の定めるところにより地方公共団体の長を本部長に、関係都道府県および市町村の職員を本部員とする災害対策本部を設置することが出来る。地方防災会議とは別の組織であるが、緊密に連絡を取り合うものとされる。連絡調整のために災害対策本部会議と称される会議が開催されるがこの場には自衛隊の連絡幹部など本来は参加が予定されていない機関の代表も参加し、連絡調整を行うことが多い。応急対策に一応の目処がついた段階で「復興本部」と称されるような組織に事務が移管され（またはそのまま）解散する。
災害地にあって当該災害対策本部の事務の一部を行う組織として、防災計画の定めるところにより必要に応じて現地災害対策本部を設置する。「災害が発生するおそれがある場合」は災害対策本部ではなく「災害警戒本部」を置くと定める地方公共団体もある。

### 特定災害対策本部
法第23条の3により内閣総理大臣が「特定災害が発生した場合において、当該災害の規模その他の状況により当該災害に係る災害応急対策を推進するため特別の必要があると認めるとき」に内閣府に臨時に設置する機関。本部長は法第23条の4に基づき防災担当大臣を任命する。
具体的には、地方公共団体では対応が困難な災害が発生したときが設置の目安となる。
特定災害対策本部の権限が及ぶ範囲は告示された区域に限られるが、災害応急対策の総合調整を行なうため本部長は関係機関に対し必要な指示を行なうことが出来る。また、特定災害対策本部に派遣された指定行政機関の職員に対し、指定行政機関の長はその権限の一部または全部を委任することが出来る。
特定災害対策本部が設置された災害は、2023年までに3回あり、そのうち非常災害対策本部に格上げされたものは1回である。

### 非常災害対策本部

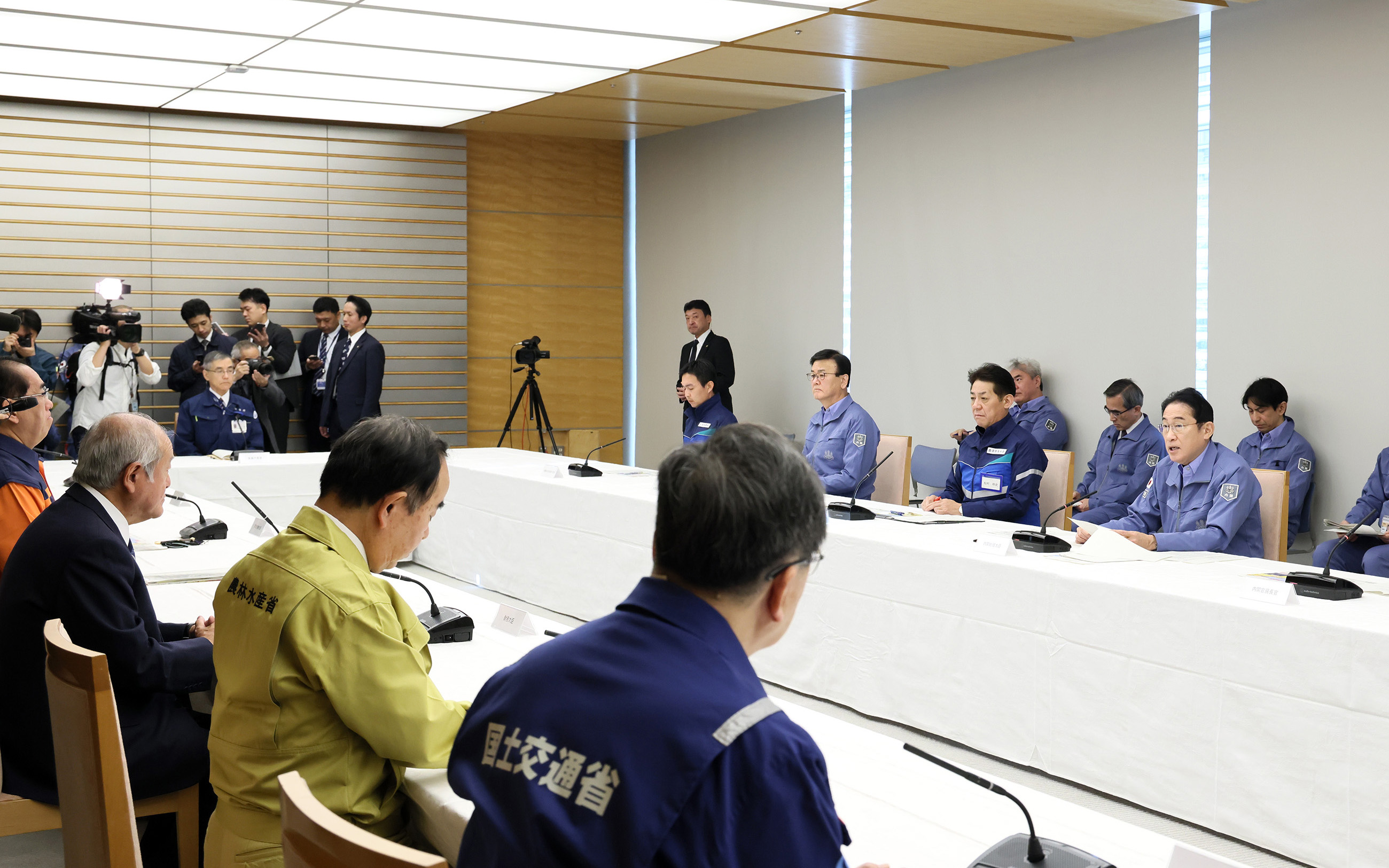
2024年1月2日、令和6年能登半島地震の非常災害対策本部会議の様子

法第24条により内閣総理大臣が「非常災害が発生した場合において、当該災害の規模その他の状況により当該災害に係る災害応急対策を推進するため特別の必要があると認めるとき」に内閣府に臨時に設置する機関。本部長は法第25条に基づき内閣総理大臣をもって充てる。
2021年（令和3年）5月20日施行の法改正までは、本部長は国務大臣をもって充てるとされていた。
非常災害対策本部の権限が及ぶ範囲は告示された区域に限られるが、災害応急対策の総合調整を行なうため本部長は関係機関に対し必要な指示を行なうことが出来る。また、非常災害対策本部に派遣された指定行政機関の職員に対し、指定行政機関の長はその権限の一部または全部を委任することが出来る。
1995年（平成7年）12月8日施行の法改正までは、設置には緊急災害対策本部と同様に閣議決定を必要としていた。

#### 国務大臣を本部長とする非常災害対策本部
昭和期
- 昭和52年有珠山噴火非常災害対策本部（昭和有珠山噴火災害　昭和52年8月11日閣議決定、昭和54年12月4日廃止）
- 1978年伊豆大島近海の地震非常災害対策本部（伊豆大島近海の地震　昭和53年1月16日閣議決定、同年8月4日廃止）
- 1978年宮城県沖地震非常災害対策本部（宮城県沖地震 (1978年)　昭和53年6月13日閣議決定、同年11月28日廃止）
- 昭和54年台風第20号非常災害対策本部（昭和54年台風第20号　昭和54年10月20日閣議決定、同年12月4日廃止）
- 昭和57年7月及び8月豪雨非常災害対策本部（長崎大水害　昭和57年7月24日閣議決定、同年12月24日廃止）
- 昭和58年日本海中部地震非常災害対策本部（日本海中部地震　昭和58年5月26日閣議決定、同年12月23日廃止）
- 昭和58年7月豪雨非常災害対策本部（山陰豪雨　昭和58年7月23日閣議決定、同年12月23日廃止）
- 昭和58年三宅島噴火非常災害対策本部（昭和三宅島噴火災害　昭和58年10月4日閣議決定、昭和59年6月5日廃止）
- 昭和59年長野県西部地震非常災害対策本部（長野県西部地震）　昭和59年9月16日閣議決定、昭和60年2月19日廃止）

平成期
- 平成3年雲仙岳噴火非常災害対策本部（雲仙普賢岳噴火災害　平成3年6月4日閣議決定、平成8年6月4日廃止）
- 平成5年北海道南西沖地震非常災害対策本部 （北海道南西沖地震　平成5年7月13日閣議決定、平成8年3月31日廃止）
- 平成5年8月豪雨非常災害対策本部（平成5年8月豪雨　平成5年8月9日閣議決定、平成6年3月15日廃止）
- 平成7年兵庫県南部地震非常災害対策本部（阪神・淡路大震災　平成7年1月17日閣議決定、平成14年4月21日廃止）
- 平成9年ダイヤモンドグレース号油流出事故非常災害対策本部（東京湾原油流出事故　平成9年7月2日設置、同年7月11日廃止）
- 平成12年有珠山噴火非常災害現地対策本部（平成有珠山噴火災害　平成12年3月31日設置、同年8月11日廃止）
- 平成12年三宅島噴火及び新島・神津島近海地震非常災害対策本部 （平成三宅島噴火災害　平成12年8月29日設置、平成17年3月31日廃止）
- 平成16年台風第23号非常災害対策本部（平成16年台風第23号　平成16年10月21日設置、平成19年3月31日廃止）
- 平成16年新潟県中越地震非常災害対策本部（新潟県中越地震　平成16年10月24日設置、平成20年3月31日廃止）
- 平成23年（2011年）台風第12号非常災害対策本部（平成23年台風第12号　平成23年9月4日設置[4]、平成26年12月26日廃止[5]）
- 平成26年（2014年）豪雪非常災害対策本部（平成26年の大雪　平成26年2月18日設置[6]、同年5月30日廃止[7]）
- 平成26年（2014年）8月豪雨非常災害対策本部（広島市の土砂災害　平成26年8月22日設置[8]、平成27年1月9日廃止[9]）
- 平成26年（2014年）御嶽山噴火非常災害対策本部（2014年の御嶽山噴火　平成26年9月28日設置[10]、平成27年11月9日廃止[11]）
- 平成28年（2016年）熊本県熊本地方を震源とする地震非常災害対策本部（熊本地震　平成28年4月14日設置[12]、平成30年12月3日廃止[13]）
- 平成30年（2018年）7月豪雨非常災害対策本部 （平成30年7月豪雨、平成30年台風第21号　平成30年7月8日設置[14]、同年12月3日廃止[15]）

令和期
- 令和元年（2019年）台風第19号非常災害対策本部（令和元年東日本台風　令和元年10月13日設置[16]）
- 令和2年（2020年）7月豪雨非常災害対策本部（令和2年7月豪雨　令和2年7月5日設置[17]）

#### 内閣総理大臣を本部長とする非常災害対策本部
- 令和3年（2021年）7月1日からの大雨非常災害対策本部（令和3年7月5日設置）
- 令和6年（2024年）能登半島地震非常災害対策本部（令和6年能登半島地震　令和6年1月1日設置[18]）

### 緊急災害対策本部

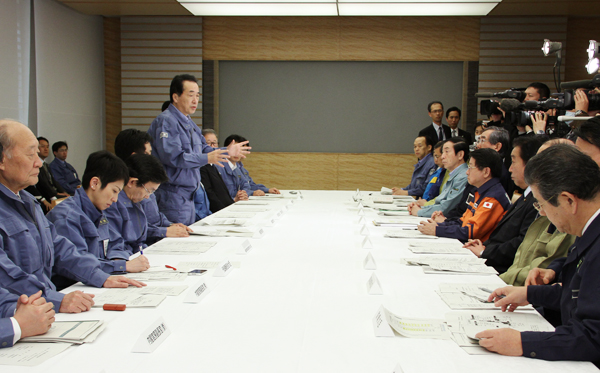
2011年3月12日、第5回東北地方太平洋沖地震緊急災害対策本部会議及び第3回原子力災害対策本部会議の様子

法第28条の2により内閣総理大臣が「著しく異常かつ激甚な非常災害が発生した場合において、当該災害に係る災害応急対策を推進するため特別の必要があると認めるとき」に閣議決定により内閣府に臨時に設置する機関。本部長は内閣総理大臣、副本部長は国務大臣。当該災害に対して既に非常災害対策本部が設置されている場合は非常災害対策本部は廃止され、緊急災害対策本部がその事務を継承する。著しく異常かつ激甚な非常災害であって、緊急災害対策本部が設置されたものは、大規模災害復興法に基づく「特定大規模災害」となる。
災害緊急事態の布告（法第105条）を発したときは、法第28条の2により緊急災害対策本部を設置することとされている（法第107条）。1995年（平成7年）12月8日施行の法改正までは、緊急災害対策本部の設置には災害緊急事態の布告が必須だった。
2011年（平成23年）3月11日14時46分頃、東北地方太平洋沖地震を原因とする東日本大震災が発生した。これを受けて、菅直人内閣総理大臣は、同日14時50分に官邸対策室を官邸危機管理センターに設置し、同日15時14分には自身を本部長とする「平成23年（2011年）東北地方太平洋沖地震緊急災害対策本部」を設置した。設置された初の例である。なお、災害緊急事態の布告を発した例はまだない。

### 原子力災害対策本部
原子力災害対策特別措置法第16条では原子力事故に対応するために原子力緊急事態宣言をした際には、当該原子力緊急事態に係る緊急事態応急対策を推進するために閣議にかけて、臨時に内閣府に原子力災害対策本部を設置するものと規定されている。本部長は内閣総理大臣で、副本部長は経済産業大臣及び原子力防災担当大臣。
福島第一原子力発電所事故により、「平成23年（2011年）福島第一原子力発電所事故に係る原子力災害対策本部」が設置された。こちらも史上初である。この対策本部は今も解散されていない。